# 시타촌
시타촌(下タ村)은 도야마현 가미니카와군에 있던 촌이다.

## 역사
- 1889년 4월 1일 - 정촌제 시행에 의해 가미니카와군 시타촌이 성립하였다.
- 1954년 4월 1일 - 오사와노정, 후나쿠라촌과 합병해 가미니카와군 오사와노정이 성립하였다.

## 참고문헌
- 『市町村名変遷辞典』東京堂出版、1990年。